# Виттмунд
Виттмунд (нем. Wittmund) — город в Германии, в земле Нижняя Саксония.
Входит в состав района Виттмунд. Население составляет 20 756 человек (на 31 декабря 2010 года). Занимает площадь 210 км². Официальный код — 03 4 62 019.
Город подразделяется на 14 городских районов.

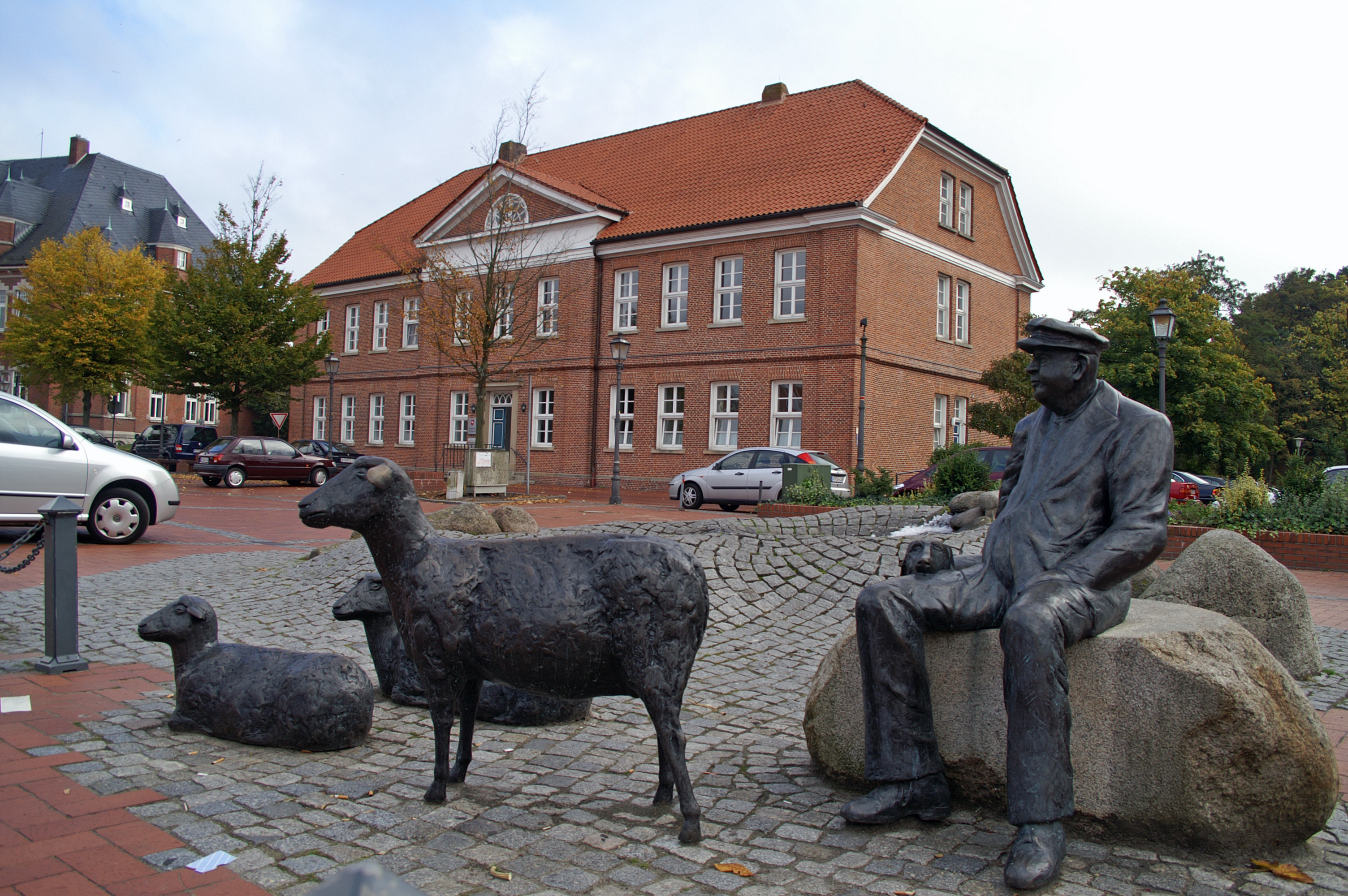
Рыночная площадь

| Год  | Население |
| ---- | --------- |
| 1990 | 19 427    |
| 1995 | 20 421    |
| 2000 | 21 480    |
| 2005 | 21 355    |
| 2010 | 20 884    |